# Barachois (géographie)
Pour les articles homonymes, voir Barachois.

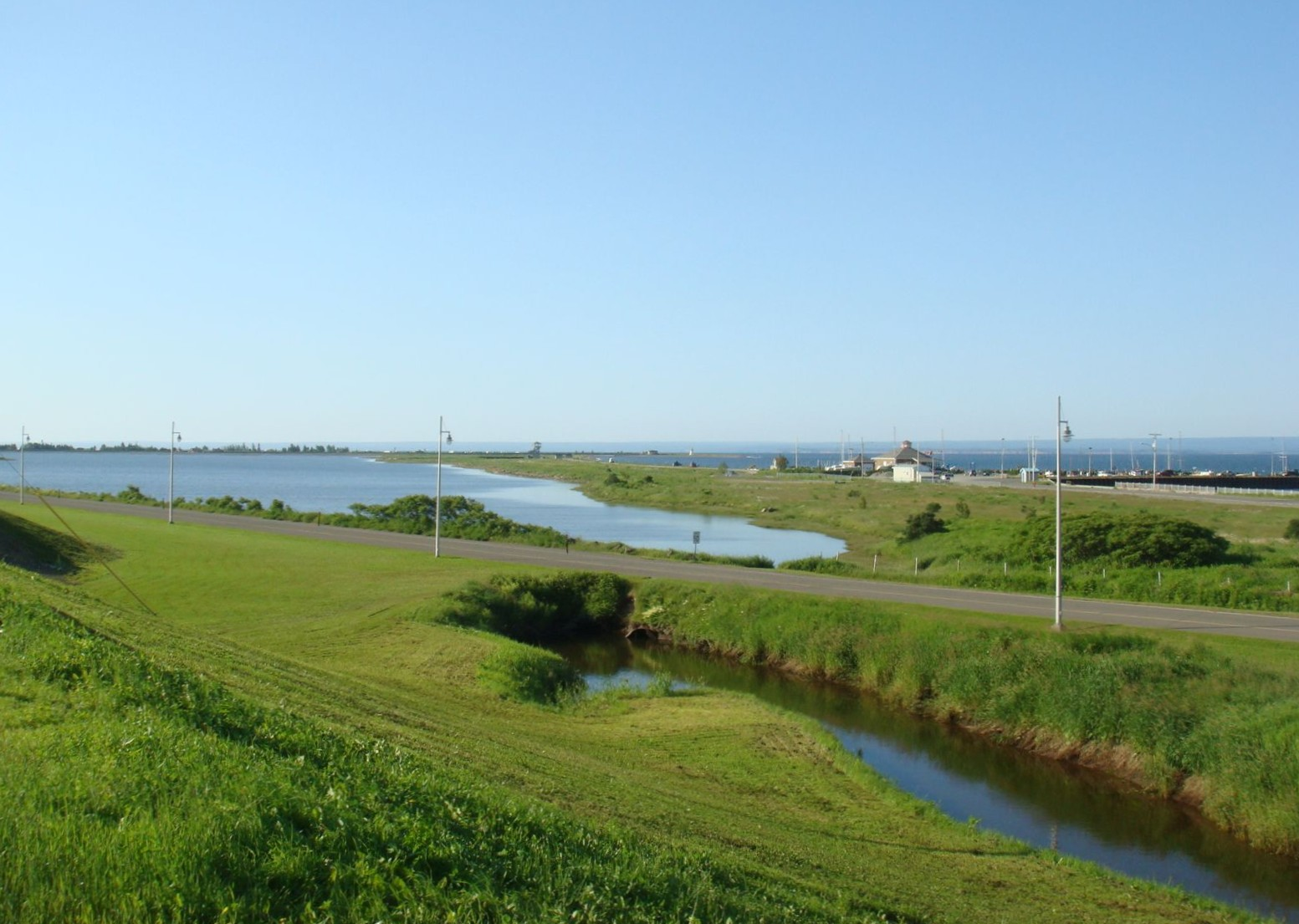
Barachois à Carleton-sur-Mer, au Québec.

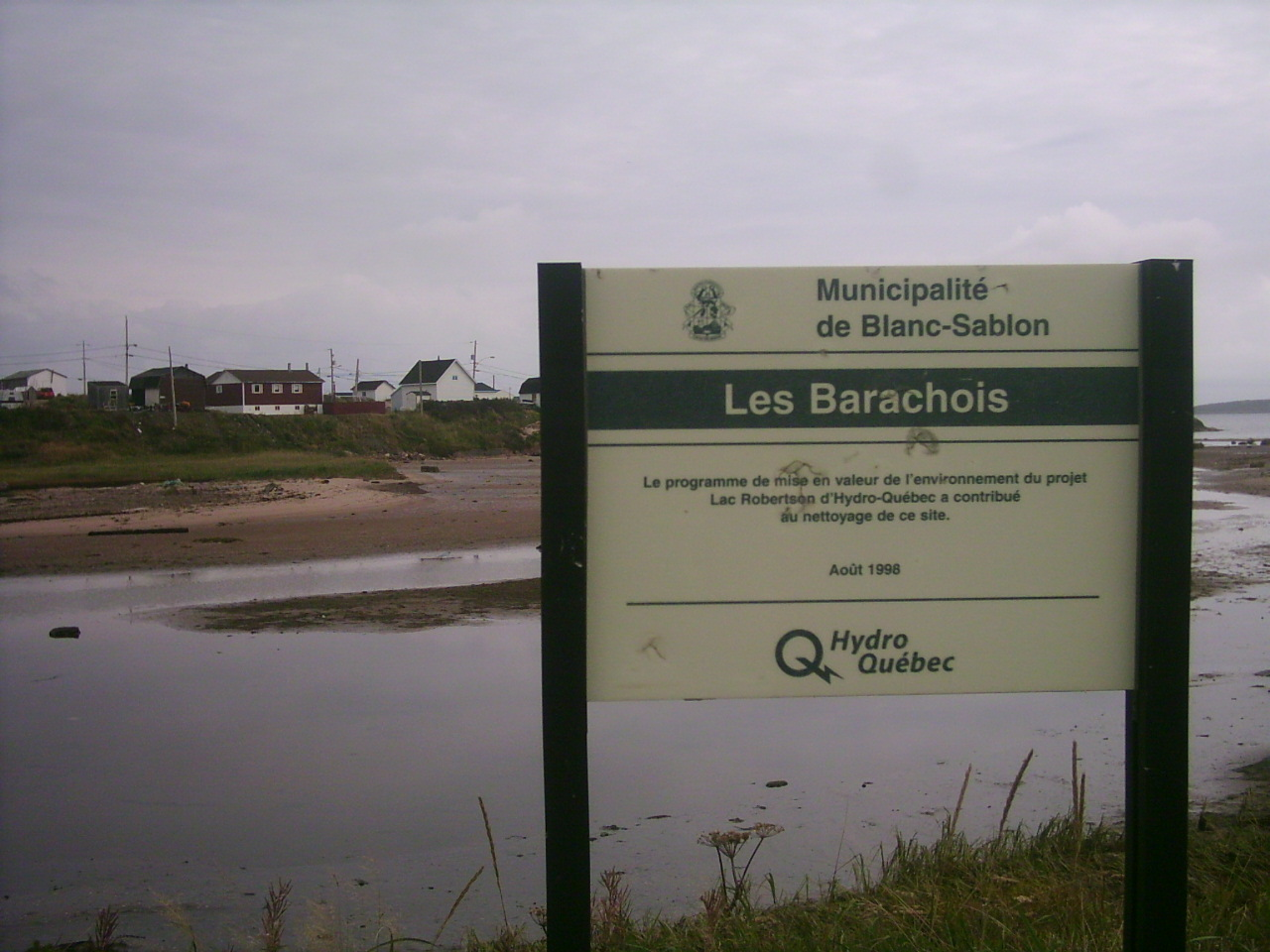
Les Barachois à Blanc-Sablon, au Québec.

Barachois est un mot utilisé au Canada atlantique et au Québec pour désigner une étendue d'eau saumâtre (comme une lagune), séparée de la mer par un banc de sable ou de gravier. Il existe le plus souvent un goulet, par lequel l'eau de la mer entre à marée haute. Le barachois représente l'estuaire d'une petite rivière progressivement barré par un cordon littoral édifié par la dérive littorale.
Ces bancs de sable sont généralement formés d'alluvions déposées dans l'estuaire d'une rivière ou d'un ruisseau.
Barachois est un mot français acadien venant vraisemblablement du basque barratxoa (« petite barre »). L'étymologie « barre à choir » est sans fondement.

## Exemples
- Barachois de Malbaie[3], créé par la rivière Malbaie en Gaspésie,
- Parc provincial de Barachois Pond, côte ouest de l'île de Terre-Neuve,
- Barachois de Carleton-sur-Mer.
- le Grand Barachois à Saint-Pierre-et-Miquelon.
- le Barachois, quartier de Saint-Denis, le chef-lieu de l'île de La Réunion, département d'outre-mer français dans le sud-ouest de l'océan Indien.
- les barachois des Îles-de-la-Madeleine. Des lieux-dits et des entreprises locales portent ce nom. (À noter: la plage entre Lavernière et Portage-du-Cap s'appelle Havre-aux-Basques, ce qui témoigne de la présence de Basques à cet endroit).

## Toponymie
Un village de Saint-Pierre-et-Miquelon porte le nom de Petit-Barachois.

## Sources
- Fiche de normalisation de l'anglais « lagoon », Office de la langue française (Québec)